# Ґалішево
Ґалішево (пол. Galiszewo) — село в Польщі, у гміні Скульськ Конінського повіту Великопольського воєводства.
У 1975-1998 роках село належало до Конінського воєводства.